# Каракурт
Каракурт (Latrodectus tredecimguttatus) — павук роду Чорних вдів, поширений у посушливих регіонах Середземномор'я та середньої Азії. Трапляється на півдні України в степових регіонах. Укус каракурта спричиняє важкі симптоми в людей і худоби, та може бути смертельним.

## Етимологія
Латинська назва походить від того, що павук має 13 добре помітних плям (tredecimguttatus — тринадцятиплямний).
Назва каракурт походить від тюркських слів qara — чорний і qurt — жук[уточнити].
В англомовних країнах цей павук знаний як європейська чорна вдова.

## Будова тіла
Каракурт чорного кольору, будовою тіла подібний до більшості інших видів чорних вдів. Його характерна ознака — 13 плям на верхньому боці черевця, зазвичай червоного кольору, але також можуть бути жовтими або помаранчевими. Червоні плями можуть бути оточені суцільними білими смугами чи білими цятками. Плями яскравіші в самців. Тіло вкрите волосками.
Самка завдовжки близько 7–15 мм, тоді як самець менший і досягає 4–7 мм. У самок округле черевце.

## Спосіб життя
Найчастіше каракурти будують свої гнізда у норах мишей, тріщинах, сухостої, купах сухого сміття, у захаращених людиною місцях. Павук полюбляє селитися в сухому середовищі. Може заповзти в людські житла, намети, покинуте взуття. Найчастіше кусає людину, коли його випадково притискають; сам він не нападає перший.
Полює на цикад, попелиць, гусениць, які часто є шкідниками фруктових дерев, зернових культур та овочевих рослин.
Статевозрілий самець шукає незрілу самку та проникає в її павутиння. Щойно самка завершує останню линьку, самець обплутує її павутинням перед спарюванням. Самка швидко звільняється і після спарювання часто з'їдає самця.
Зазвичай самка відкладає 10-12 коконів, у кожному з яких міститься до 400 яєць. Дорослі особини гинуть взимку, а дитинчата вилупляються з яєць навесні. Тривалість життя самок складає близько 200 днів, самців — близько 100 днів.

## Ареал
Вид широко поширений у Середземномор'ї, від Португалії на заході до степової України на сході. Також відомий у країнах Середньої Азії, аж до Китаю. Часом помилково вказується під назвою Latrodectus lugubris. Раніше каракурт вказувався як підвид американської чорної вдови, Latrodectus mactans. Павук здатен мігрувати на 30 км за рік.
В Україні павуки-каракурти поширені на півдні, біля Чорного та Азовського моря. Трапляються в Одеській, Миколаївській, Херсонській, Запорізькій, Донецькій та Луганській областях, а також у Криму. У 2013 році зафіксовано першу знахідку каракурта в Кримських горах. Поширенню каракуртів сприяє загальне потепління клімату в Україні.

## Отруйність
Отрута каракурта, як і інших павуків його роду, складається з суміші отрут. Це α-латротоксин; α, β, γ, δ та ε-латроінсектотоксин; а також α-латрокрустатоксин. Поміж них для людини, як і решти хребетних, небезпечний α-латротоксин, який викликає масове вивільнення нейромедіаторів після зв'язування з рецепторами на нервових закінченнях. Отрута поширюється лімфатичними протоками і швидкість її поширення залежить від частоти м'язових скорочень.
Отруєння призводить до болю в місці укусу, там виникає невелика червона цятка, яка швидко зникає. Через 15-30 хвилин після укусу павука виникає сильний різкий біль, що поширюється в області живота, попереку, грудях. М'язи живота напружуються, ускладнюється дихання, німіють ноги. Зростає занепокоєння, страх. Після первинного збудження людина відчуває млявість, слабкість. Порушується координація рухів, з'являється запаморочення, нудота, головний біль, пітливість, зниження артеріального тиску та біль в суглобах. Алергія на отруту може загрожувати набряком Квінке.
Повне одужання від укусу каракурта відбувається через 2-3 тижні, але загальне ослаблення триває понад місяць. У важких випадках, якщо не надати медичну допомогу, смерть після укусу каракурта настає через 1-2 дні.
Отруйні як самці, так і самки, але самці мають короткі хеліцери, не здатні проколоти людську шкіру. Павук часто селиться на полях, де може кусати людей і худобу. Хоча смерті людей нечасті (помирають 4-6 % укушених), укус каракурта нерідко смертельний для верблюдів.

## Дії при укусі
Потерпіла людина при переміщенні повинна бути в лежачому положенні. Варто знерухомити вкушену кінцівку, можна промити місце укусу водою з милом і дати випити багато води. Неефективне накладання джгута вище місця укусу, проведення надрізів, спроби відсмоктати отруту, — ці дії не тільки не перешкодять поширенню отрути, а й можуть завдати шкоди. Натомість незадовго після укусу можна припекти його місце сірником, що зруйнує частину отрути, яка лишилася в рані. Потім людину потрібно доставити в лікарню, де їй введуть протиотруту.
Протиотрута від укусу каракурта виробляється з сироватки крові коней. Попри відносну доступність, вона може призвести до серйозних побічних ефектів. Під керівництвом Технічного університету Брауншвейга міжнародний консорціум розробив також людські антитіла, які нейтралізують отруту каракурта. Випробування 2024 року показали їхню високу ефективність.

## Галерея

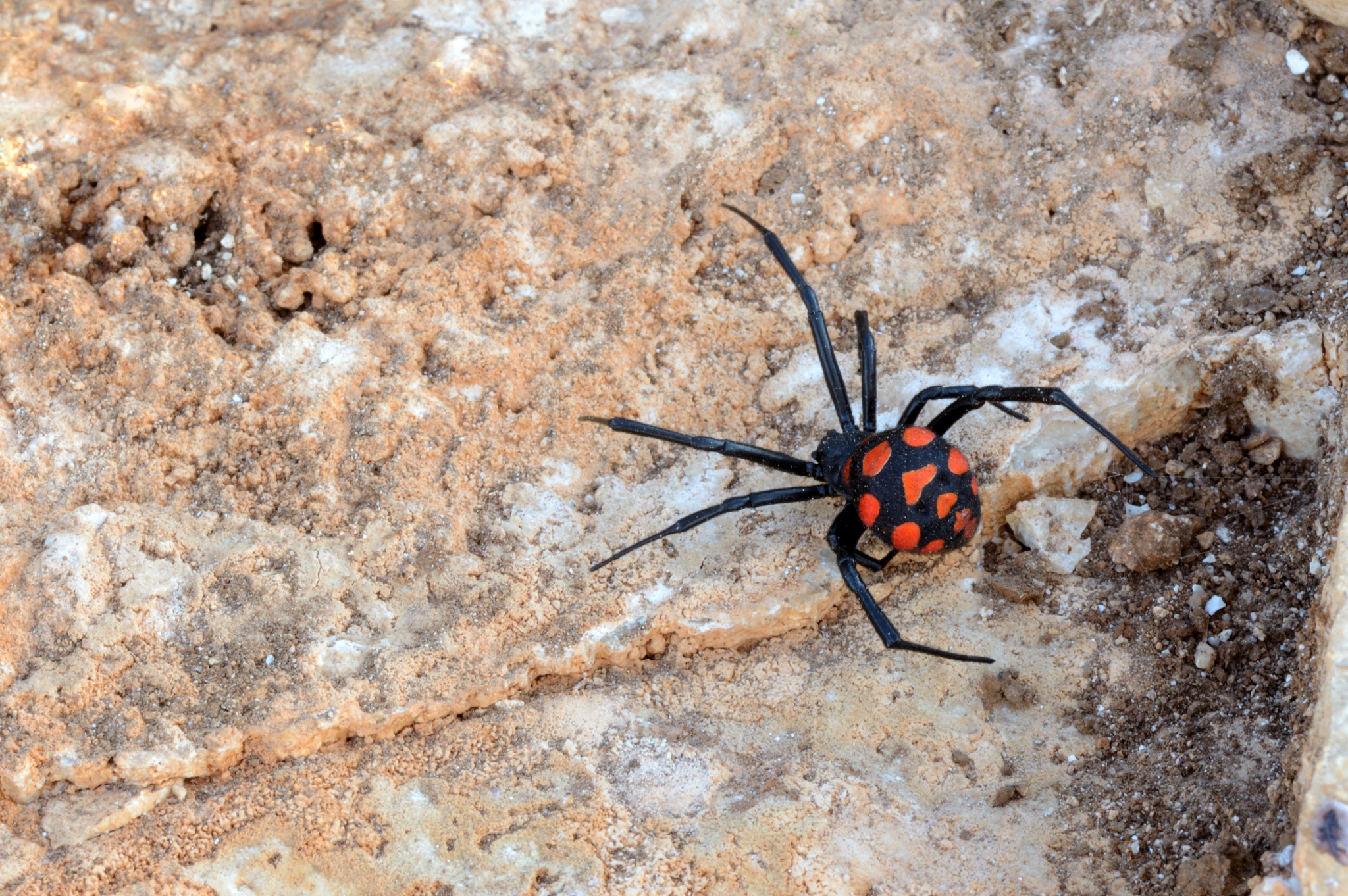
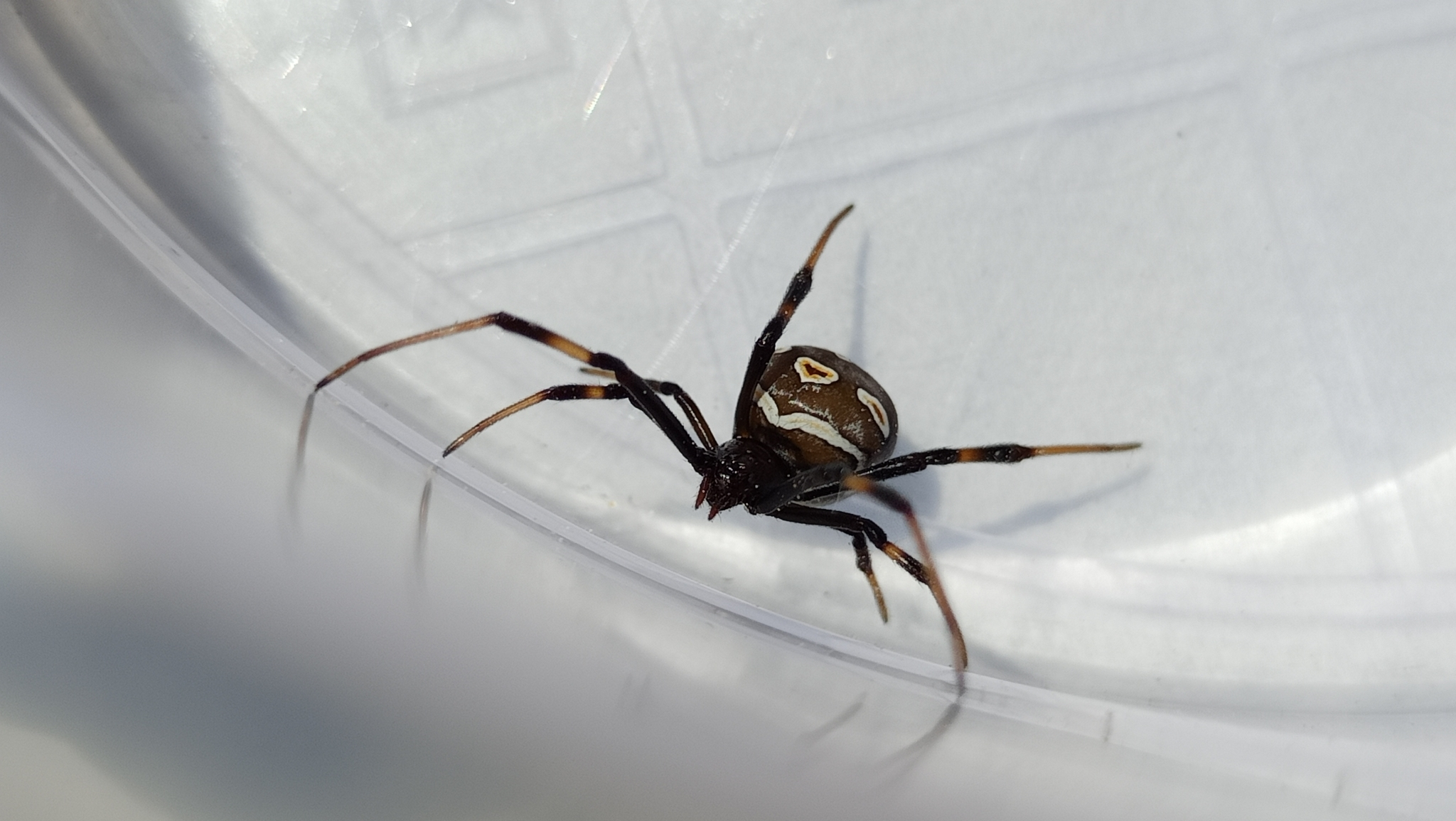
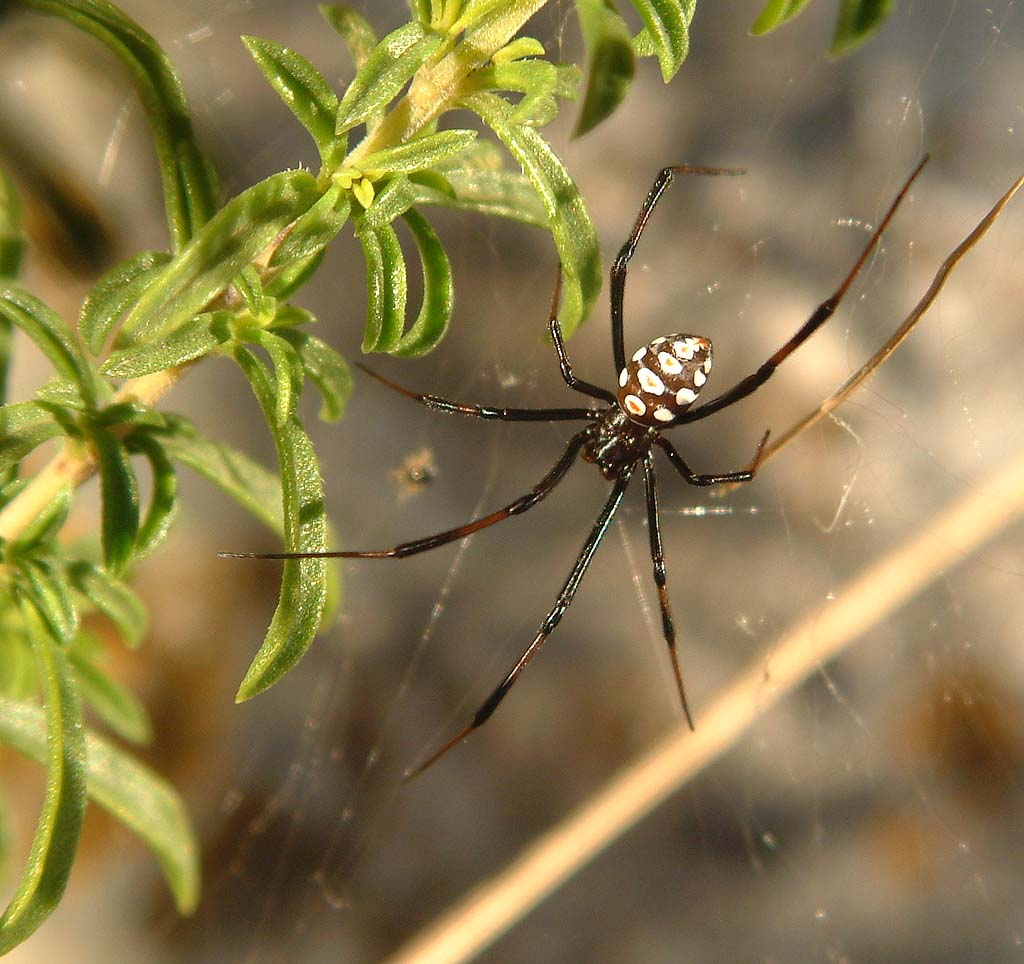
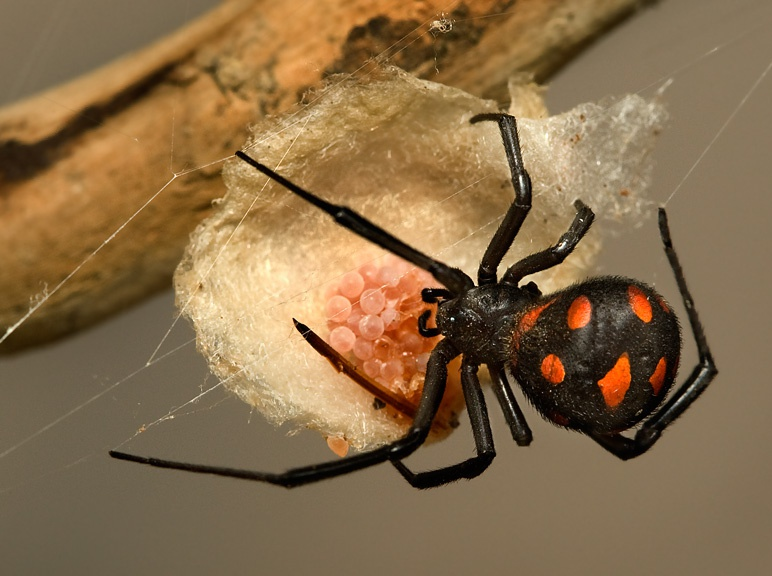